# منتخب ماليزيا لكرة الأرض للسيدات
منتخب ماليزيا الوطني لكرة الأرض للسيدات هو ممثل ماليزيا الرسمي في المنافسات الدولية في كرة الأرض للسيدات.